# 初级与次级群体
初级和次级群体（英語：Primary and secondary groups）之间的划分用于分析群体关系及其性质，从而鉴别两个社会组织的秩序。

## 初级群体
初级群体通常是小型社会团体（小型社会），主要著重在人際關係，例如家庭、儿童时期的朋友和极具影响力的社会团体。其成员之间有着密切的、个人的、持久的关系，并在共同活动和文化中彼此相互关注。初级群体的概念是由芝加哥社会学院的社会学家查尔斯·库利在他的著作《社会组织：大脑的研究》中提出的。虽然群体最初指的是一个人童年时期的第一个亲密群体，但后来范围扩大，包括了其他亲密关系。初级群体在个人身份认同的发展中起着重要作用，个人可经此交换隐私事物（如爱、关心、敌意、支持等）；其常见的例子有家庭群体、恋爱关系、危机支持群体、教会群体等等。在初级群体中形成的关系往往是长期的，其本身就是目标，他们还经常在心理上安慰其中的个人，并提供支持。

## 次级群体
相比初级群体，次级群体中个人层面上的互动程度更低。主要著重在完成任務與實踐目標，由于次级群体为履行职能而设立，因此人们的角色是可以互换的。次级群体是人们交换表面事物（如为工资而劳动、为付款而提供服务等）的群体；例如就业、供应商与客户之间的关系等。

## 補充
另外也有學者從團體的目標和結構，將團體分為正式團體（formal group）以及非正式團體（informal group）